# Eusynstyela hartmeyeri
Eusynstyela hartmeyeri är en sjöpungsart som beskrevs av Wilhelm Michaelsen 1904. Eusynstyela hartmeyeri ingår i släktet Eusynstyela och familjen Styelidae. Inga underarter finns listade i Catalogue of Life.